# Индра
Индра или Сакра (на санскрит: इन्द्र или इंद्र) e предводител, лидер на девите и Бог на Сваргалока или рая в Индуизма. Той е бог на войната и на бурите, гръмотевиците и мълниите. Символизира силата, енергията и виталността. Индра е един от основните богове в Ригведа. Той е брат близнак на Агни.

## Легенда
Индра едва не погубил своята майка богинята Адити, разпорвайки корема ѝ при раждането си. Веднага след това метнал мълния, която осветила всичко, правейки земята видима за небето и небето видимо за земята. Той задвижил слънцето, което стояло неподвижно до този момент. Виждайки това, небето, земята и въздуха се разтреперили, а майка му се скрила от страх.
Още с появяването си превъзхождал останалите богове по сила и мъдрост. Те се изплашили, че новороденият ще промени установения порядък и опасенията им се потвърдили. Завземайки върховната власт, заедно със слънцето започнал да преустройва света. Новият свят бил изграден като дом – поддържали го четири стълба и бил покрит с небето, като покрив. В този дом имало две врати – всяка сутрин, през широко отворената източна врата влизало слънцето, а вечер излизало през западната. Индра осигурявал устойчивостта на света, поддържайки небето и оправяйки земята. Независимо от могъществото обаче, поведението на Индра било като на обикновените хора. От всички богове, само той си позволявал да мами, да пиянства и бил винаги готов за любовни похождения. Тези негови качества биха могли да го превърнат в лош, плашещ бог, но той прощавал с лекота хорските прегрешения, пазел хората от нещастия и се грижел за добитъка. В негово лице те виждали приятел и покровител.
Още от самото начало той бил почитан като бог на бурята, олицетворяващ пречистващата ѝ сила. Негово оръжие е божественият огън – мълнията. Ежегодно, в края на сухия сезон, Индра повтарял велик подвиг, убивайки Вритра. Този огромен дракон, лежал в планините и държал цялата небесна вода в деветдесет и деветте пръстена на тялото си. Хората се обръщали с молба за помощ към всички богове, но те се бояли да встъпят в бой с чудовището. Единствен Индра се съгласил да им помогне. Преди да започне битката, той изпил три езера „сома“ (божествен еликсир) и изял триста бивола. Вятърът управлавал колесницата му, а останалите богове се съгласили да му помогнат, но при първия рев на дракона, избягали. Бойния дух на Индра бил поддържан от химните, които пеели жреците и от жертвите принасяни от обикновените хора. След тежка битка, Индра убил Вритра и освободил водата, спасявайки всички от сушата.
Тясно свързани с Индра са пет митични персонажа, символизиращи различните прояви на бурята: Трита Аптия – някога заемали високо положение в йерархията на боговете, но след това били изместени от Индра; Апам Напат – небесният огън, който живее в буреносните облаци; Матаришван – това е мълнията. Него, както и Апам Напат ги отъждествяват с бога на огъня – Агни. Призовават го на брачните церемонии, за да съедини сърцата на младоженците и да възпламени искрата на новия живот; Аджа Екапад – понякога е видим като лъч, пробиващ буреносните облаци; Ахи Будхния – добър дракон, който обитава небесните и земните води.

## „Мрежата на Индра“
„Мрежата на Индра“ е древноиндийски мит, често използван от Алън Уотс като метафора за тезата, че всичко се съдържа във всичко: триизмерна паяжина, покрита с капчици роса, в която всяка капчица отразява всички останали и бива отразена от всички тях – един космогоничен модел на света като взаимопроникваща цялост, в която всичко е мимолетно, но и вечно в своето постоянно чезнене и пораждане, в танца на преливащите се енергии. Това е мрежата на Индра – мрежата на вечното сега, съдържаща в себе си и миналото, и бъдещето.